# Repräsentant (Bergbau)

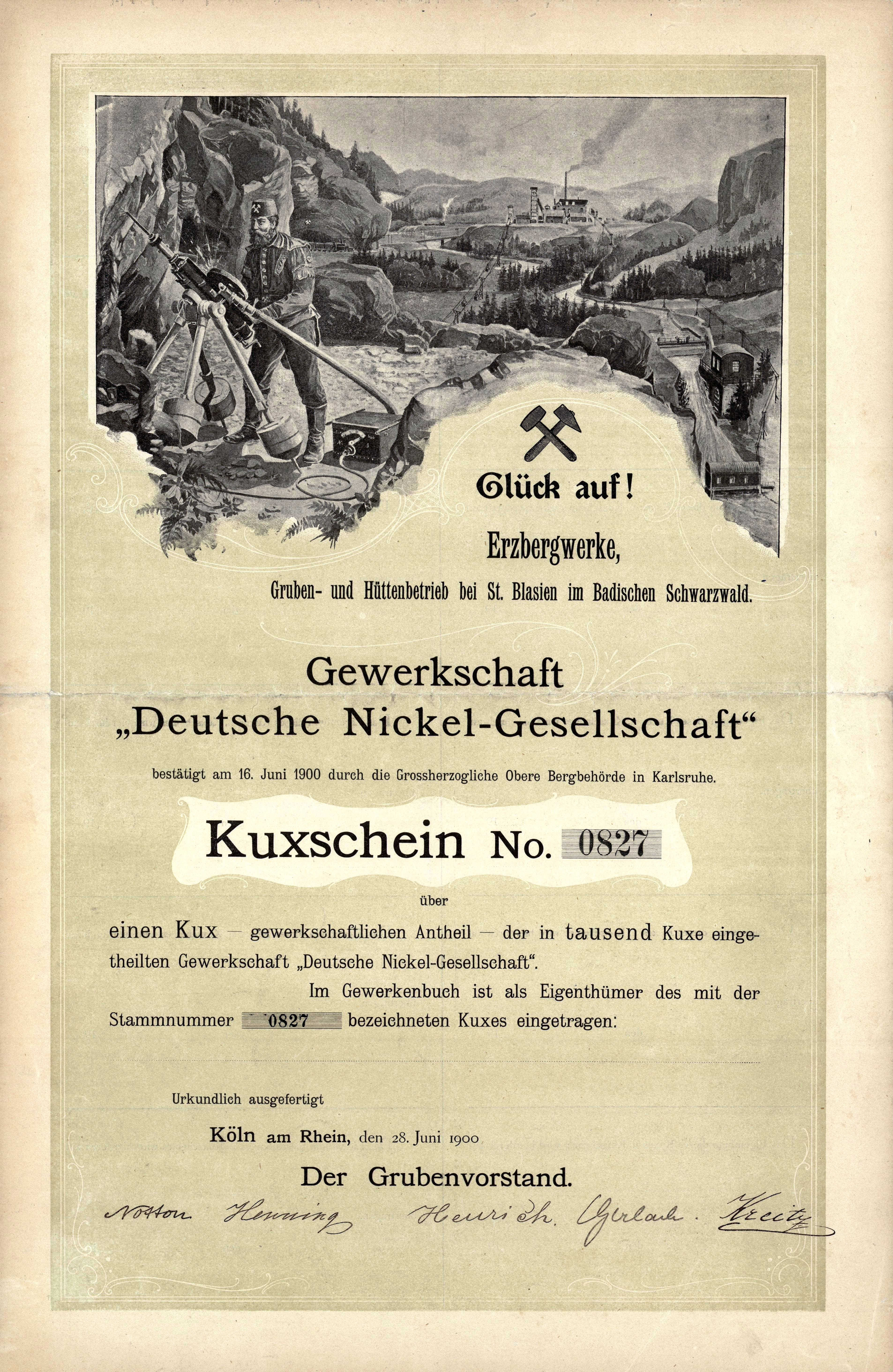
Kuxschein der Gewerkschaft „Deutsche Nickel-Gesellschaft“ vom 28. Juni 1900 mit idealisierter Darstellung des Bergbaues im Wehratal und den Unterschriften des Grubenvorstandes.

Als Repräsentant bezeichnet man im Bergbau den gewählten gesetzlichen Vertreter einer Gewerkschaft. Der Repräsentant vertritt die Gewerkschaft gegenüber den Behörden und in sämtlichen gerichtlichen und außergerichtlichen Angelegenheiten. Der Repräsentant ist im Sinne des BGB Organ der Gewerkschaft. Anstelle eines einzelnen Repräsentanten kann auch ein mehrere Personen umfassender Grubenvorstand bestellt werden. Die Anzahl der Vorstandsmitglieder des Grubenvorstandes ist nach oben auf fünf Personen begrenzt.

## Grundlagen und Geschichte
Mit Inkrafttreten des Miteigentümergesetzes veränderten sich für die Eigentümer der privaten Bergwerke Teile der Führung ihrer Bergwerke, die bisher den Bergbeamten vorbehalten waren. Von nun an war die Vertretung der Gewerkschaften gesetzlich geregelt. Die Gewerken mussten nun eigenverantwortlich die Betriebspläne erstellen und dem Bergamt vorlegen. Aufgrund der neuen gesetzlichen Lage waren die Gewerken nun verpflichtet, einen Bevollmächtigten zu bestellen, der die Gewerkschaft gegenüber dem Bergamt und vor Gericht vertritt. Dieser Bevollmächtigte konnte eine einzelne Person oder ein aus bis zu fünf Mitgliedern bestehender Grubenvorstand sein. Der Repräsentant war nach den Regelungen des Miteigentümergesetzes der Generalbevollmächtigte der Gewerkschaft. Mit Inkrafttreten des allgemeinen Berggesetzes wurde dieses geändert und er war nun nicht mehr der Bevollmächtigte der Gewerkschaft, sondern ihr gesetzlicher Vertreter in allen juristischen Angelegenheiten. Der Repräsentant war auch keine Aufsichtsperson im Sinne des Berggesetzes. Gewählt wurden die Vertreter in der beschlussfähigen Gewerkenversammlung mit absoluter Stimmenmehrheit. Es konnten sowohl Gewerken als auch Nichtgewerken zum Repräsentanten oder in den Grubenvorstand gewählt werden. Gewählt werden konnten jedoch nur voll handlungs- und geschäftsfähige Personen. Nicht wählbar waren somit Minderjährige oder unter Vormundschaft stehende Personen. Wenn anstelle eines einzelnen Repräsentanten ein Grubenvorstand gewählt wurde, so konnte ein Mitglied des Grubenvorstandes als Grubenvorstands-Vertreter gewählt werden. Der Vertreter mussten in Deutschland wohnen und der Bergbehörde namentlich gemeldet werden. Unterließ es eine Gewerkschaft, einen Repräsentanten zu wählen, so war das Bergamt berechtigt, die Gewerken aufzufordern, innerhalb einer Frist von drei Monaten einen Repräsentanten zu wählen. Nach Fristablauf war das Bergamt berechtigt, einen interimistischen Repräsentanten zu bestellen, den die Gewerkschaft angemessen bezahlen musste.

## Aufgaben und Befugnisse
Der Repräsentant oder der Grubenvorstand beruft die alljährliche Gewerkenversammlung ein. Hierzu ist er gesetzlich verpflichtet, wenn es die Eigentümer oder 25 % der Kuxinhaber verlangen. Auf der Gewerkenversammlung musste er den Gewerken eine komplett belegte Verwaltungsrechnung vorlegen. Der Repräsentant hatte die Aufgabe, Rechtsgeschäfte im Namen der Gewerkschaft abzuschließen. Er musste das Gewerkenbuch führen und Kuxscheine ausfertigen. Des Weiteren war er für die Führung der Geschäftsbücher zuständig und, falls die Gewerkschaft im Handelsregister eingetragen war, musste er auch die Handelsbücher führen und die Bilanz erstellen. Der Repräsentant ist verpflichtet, die Bücher jedem Gewerken auf dessen Verlangen vorzulegen. Er ist berechtigt und verpflichtet, Zustellungen und Vorladungen an die Gewerkschaft entgegenzunehmen. Wenn ein Grubenvorstand existierte und dieser keinen Grubenvorstands-Vertreter gewählt hatte, so konnten Zustellungen an jedes Mitglied erfolgen. Der Repräsentant haftet nicht persönlich bei Rechtsgeschäften, die er im Namen der Gewerkschaft getätigt hat. Hat er seine Befugnisse fahrlässig oder vorsätzlich überschritten, so kann er bei entstandenen Schäden zur Haftung gezogen werden. Da der Repräsentant keine Aufsichtsperson war, war er auch nicht berechtigt, direkte Anweisungen, die in den unmittelbaren Betriebsablauf eingriffen, zu geben. Hierzu waren nur der Betriebsführer oder diesem unterstellte Aufsichtspersonen berechtigt.

### Kompetenzerweiterung und Kompetenzeinschränkung
Die Kompetenzen des Repräsentanten konnten durch die Gewerkenversammlung allgemein eingeschränkt oder auch erweitert werden. Allerdings mussten diese Veränderungen seiner Kompetenzen in seiner Legitimation vermerkt werden. Ein Entzug der Kompetenz bei Verhandlung mit der Bergbehörde oder dem Knappschaftsverein oder anderen Instituten war nicht zulässig. Für bestimmte Handlungen benötigte der Repräsentant eine Spezialvollmacht der Gewerkenversammlung. Eine Spezialvollmacht war erforderlich bei Handlungen, bei denen eine dreiviertel Mehrheit aller Kuxanteile oder eine Einstimmigkeit aller Gewerken erforderlich war. Dies waren Handlungen, bei denen es um die Substanz des Bergwerks ging, oder wenn von den Gewerken Zubuße einbehalten werden sollten.